# آزوسا هیبینو
آزوسا هیبینو (انگلیسی: Azusa Hibino؛ زادهٔ ۲۶ ژوئیهٔ ۱۹۹۰) بازیگر، و بازیگر سینما اهل ژاپن است.